# Palazzo Grassi
Palazzo Grassi (anche conosciuto come Palazzo Grassi-Stucky) è un edificio civile veneziano, sito nel sestiere di San Marco e affacciato sul Canal Grande. È uno degli edifici lagunari più noti, oltre a sede di mostre d'arte meritevoli di particolare interesse: è famoso perché definito come l'ultimo palazzo patrizio affacciato su Canal Grande prima del crollo della Serenissima Repubblica di Venezia.

## Storia

### Origini
Il palazzo sorge su di un appezzamento di terra di forma trapezoidale, acquistato in più fasi dalla famiglia Grassi: in un primo momento questi ultimi possedevano infatti un piccolo gruppo di edifici, acquistati nel 1732 dai fratelli Trivellini ad opera dei fratelli Zuanne e Angelo Grassi: tra queste case era presente anche l'edificio oggi noto come "Palazzina Grassi", sito a sinistra del complesso monumentale, nel quale si stabilirono i Grassi in attesa di trovare un'altra sistemazione. Nel 1736 comprarono un palazzo appartenente ai Michiel, tra il 1738 e il 1745 entrarono in possesso di altre case popolari circostanti, tra le quali l'ospizio per vedove fondato da Faustina Michiel. La proprietà così ottenuta andava dal Canal Grande a Campo San Samuele e a Calle Lin. La particolare forma del luogo di costruzione aveva il vantaggio di offrire un'ampia facciata sul canale.
Le circostanze precise della costruzione del Palazzo Grassi sono sconosciute. Si suppone, però, che i lavori siano iniziati nel 1748, grazie ad un documento che segnala dei lavori di scavo per la preparazione di fondazioni nella zona. Si pensa anche che i lavori di ultimazione del palazzo risalgano al 1772, anno della morte di Paolo Grassi, e dunque quasi contemporanea alla seconda fase di lavori del Ca' Rezzonico.
Lo scalone d'onore fu decorato con affreschi di Michelangelo Morlaiter e Francesco Zanchi.

### Il palazzo durante l'Ottocento

#### Il palazzo fra il 1840 e il 1875
In questo periodo, a causa della rapida e completa estinzione della famiglia Grassi, il palazzo subì una repentina successione di vendite che lo portò ad accogliere fra le sue pareti ben quattro proprietari diversi.
Ceduto alla società veneta commerciale di Spiridione Papadopoli nel 1840 dai fratelli Angelo e Domenico Grassi, il palazzo fu rivenduto quattro anni dopo al tenore lirico Antonio Poggi. Questi, quasi subito, lo cedette all'ungherese József Agost Shöfft, pittore di fama internazionale, che al momento della sua morte lasciò il posto alla sua seconda moglie Giuseppina Lindlau.

#### Il palazzo sotto la guida del barone Simone de Sina
Nel 1857 il palazzo fu rivenduto a un ricco finanziere greco, il barone Simone de Sina, che apportò alcune sostanziali modifiche alla struttura generale del palazzo:
- per rendere più stabile la struttura, aggiunse quattro colonne al vestibolo;
- fece demolire una parte dei decori del XVIII secolo presenti nel palazzo;
- divise la sala da ballo al primo piano (occultando così un affresco del Canal) per ricavarne un'anticamera decorata da alcune opere del pittore austriaco Christian Griepenkerl.

### Il palazzo durante il Novecento
Nel 1908 gli eredi del barone de Sina vendettero il palazzo all'industriale svizzero Giovanni Stucky, che dopo la morte, avvenuta nel 1910, lasciò la struttura nelle mani del figlio Gian Carlo che inserì all'interno del palazzo ascensori, impianti elettrici e di riscaldamento.
A Gian Carlo Stucky si deve, inoltre, la rivalutazione degli affreschi di Giambattista Canal, che furono finalmente trasferiti dalla sala da ballo alla scala principale della struttura.

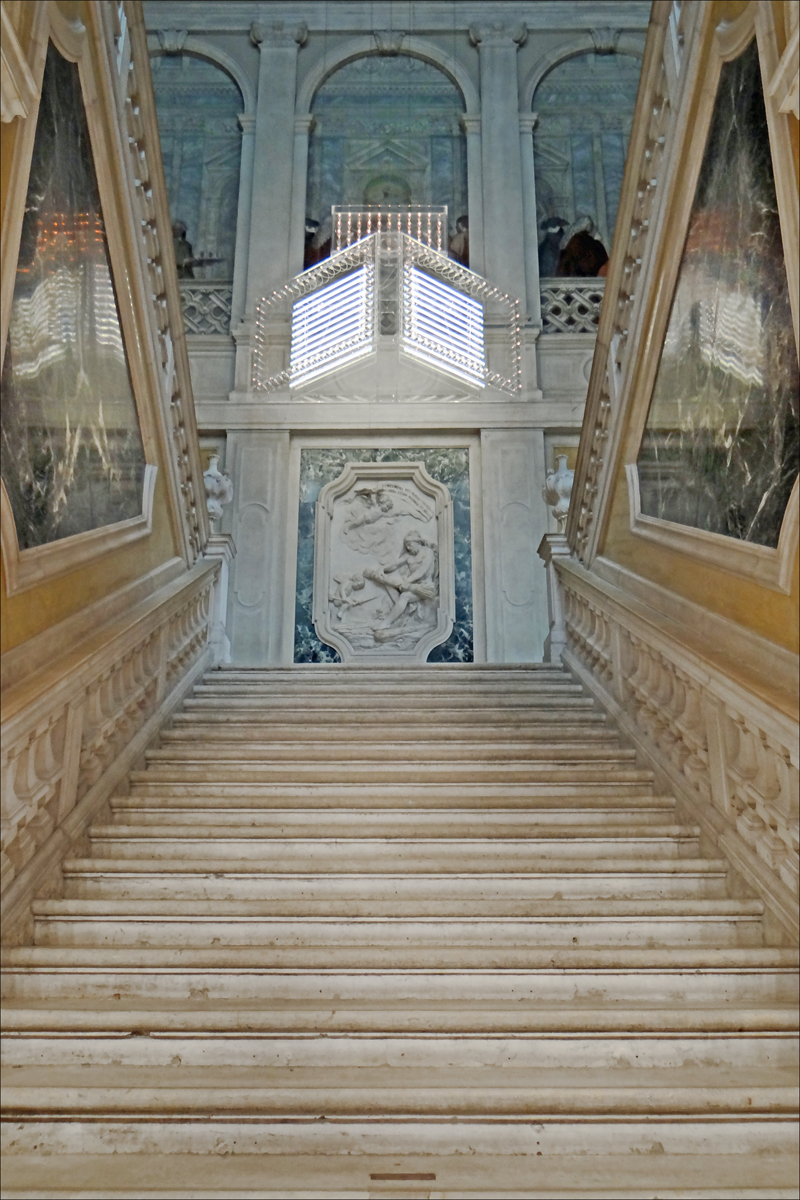
Veduta della scalinata interna di Palazzo Grassi

Nel 1949, dopo essere passato nelle mani dell'imprenditore veneto Vittorio Cini, il palazzo passò ad una società immobiliare appartenente alla multinazionale italiana Snia Viscosa di cui Franco Marinotti, uno dei più importanti industriali italiani del periodo e fondatore della città di Torviscosa, era il socio di maggioranza. Tale era la sua convinzione che nessun imprenditore potesse essere completo se non era sorretto da forte passione per l'arte e la cultura che vi fondò, finanziò e gestì il Centro Internazionale dell'Arte e del Costume; allo scopo apportò al palazzo alcune modifiche: la copertura del cortile con una vetrata, la sostituzione del vecchio pavimento con marmi intarsiati e la sostituzione del giardino con un teatro all'aperto con tetto apribile, finalizzato ad ospitare ricevimenti e sfilate di moda e di costume, convegni e mostre d'arte.
Dal 1951 fino al 1958 vi si organizzarono importanti mostre d'arte e costume; quando nel 1959 il C.I.A.C. passò nelle mani del figlio Paolo Marinotti l'interesse primario si concentrò sull'arte contemporanea, promuovendo importanti mostre sia collettive che personali di importanti artisti di livello internazionale da Jorn, a Ernst, Dubuffet e numerosi altri.
Nel 1978 cessò l'interesse della proprietà alla promozione e sostegno dell'attività espositiva e di lì la decisione di vendere il palazzo.
Nel 1983 la Fiat decise di acquistare Palazzo Grassi e di affidarne i lavori di ristrutturazione a Gae Aulenti. Questa decise di inserire nei vari ambienti della struttura, delle cimase regolari che terminavano in un cornicione inclinato, permettendo l'inserimento di impianti tecnici di ogni genere. Inoltre, rinforzò la struttura metallica della vetrata del cortile con quattro finte porte metalliche e fece ridipingere vari elementi (finte porte comprese) del palazzo con un colore verde acquatico, in contrasto armonico con il colore rosa del marmorino.
È stata realizzata una nuova centrale tecnologica per il riscaldamento ed il condizionamento dell'edificio, con pompe di calore condensate ad acqua di laguna.

### Il palazzo negli anni 2000: François Pinault e Tadao Ando
Nel 2005, l'imprenditore francese François Pinault decise di acquistare Palazzo Grassi per poter esporre al suo interno la collezione privata di opere d'arte contemporanee e moderne di sua proprietà. A tal fine affidò all'architetto giapponese Tadao Andō le opere di rinnovo e rimodernizzazione della struttura.
L'architetto decise subito di mantenere intatti, durante tutto l'arco dei suoi lavori, i punti di riferimento architettonici della struttura, garantendo così il principio di reversibilità sul suo operato: 
- Le cimase riprendono lo stile delle pareti create da Aulenti. L'unica differenza fra le due soluzioni architettoniche sta nel fatto che Ando decise di raddrizzarle, conferendo al palazzo un aspetto neutro, quasi monacale, che a detta dello stesso artista, "vorrebbe rifarsi ad un'opera di Donald Judd".
- Le scale sono state rivestite da un semplice marmorino bianco, a differenza dei pavimenti, per i quali l'artista giapponese ha deciso di optare per del linoleum grigio, che ricopre gli antichi marmi intarsiati.
- Il ripristino di alcuni pregiati marmi e stucchi originali è stato affidato alle mani sapienti di alcuni artigiani locali, custodi delle antiche tecniche della Serenissima.
- L'impianto d'illuminazione è costituito da 1800 faretti orientabili e regolabili fissati a travi d'acciaio cave che ospitano anche gli apparecchi di videosorveglianza, i rilevatori di presenza e le luci di emergenza: è stato così possibile evitare di danneggiare i preziosi soffitti.
- Le finestre affacciate sul Canal Grande sono state impreziosite con delle veneziane interne.
- La vetrata è stata provvista di un velario.
- L'entrata è stata ampliata sostanzialmente, e la biglietteria è stata posizionata sotto le colonne dell'atrio.

## Architettura

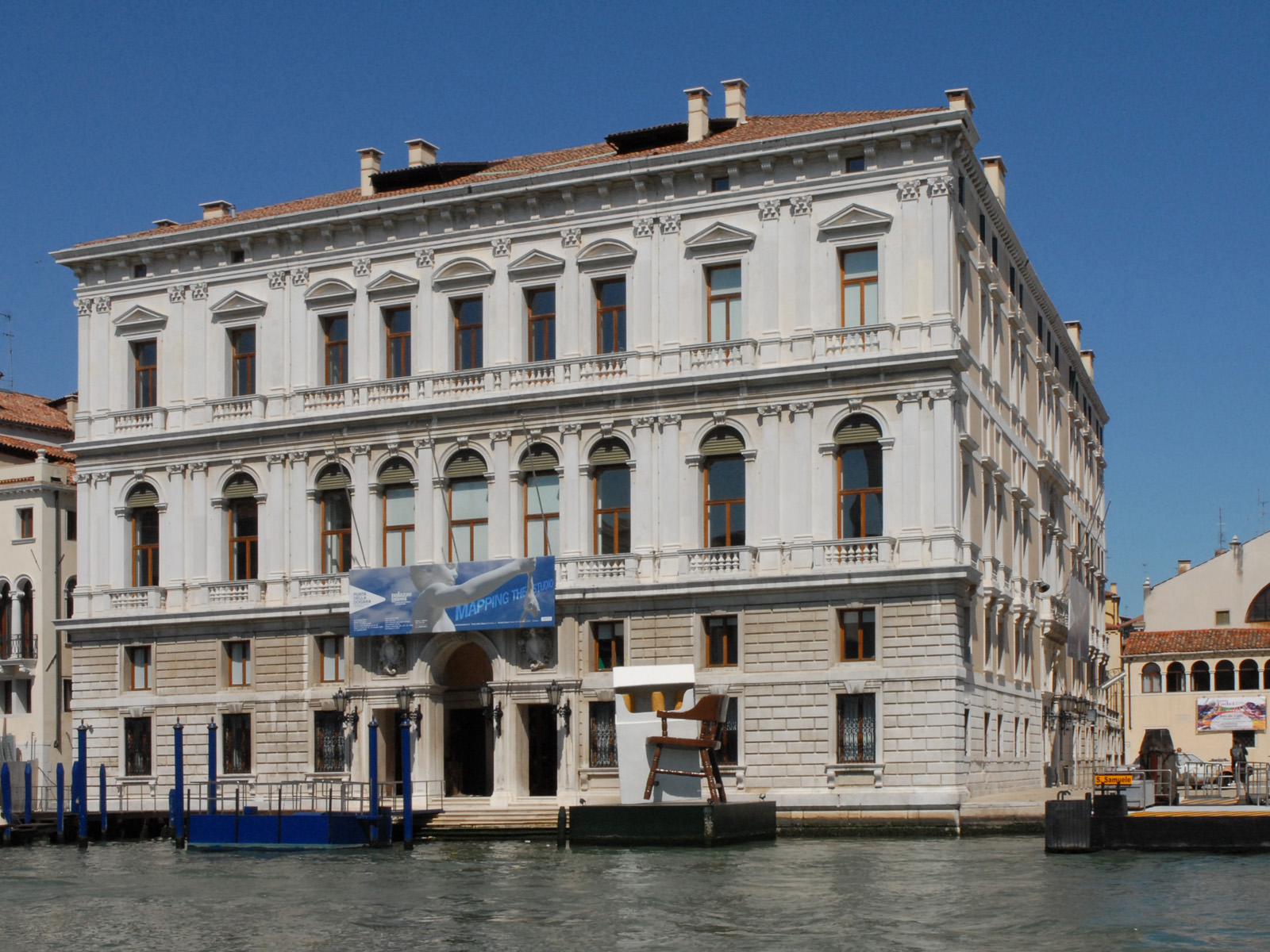
La facciata principale

Contraddistinto da due grandi facciate, l'una frontale affacciata sul Canal Grande e l'una laterale affacciata sul Campo San Samuele, si distingue per la sua incredibile mole e per il suo candore. Denota la volontà della famiglia Grassi di essere riconosciuta pubblicamente come potente, influente e ricca: una sorta di status symbol.
La facciata principale, in chiaro stile neoclassico, nasconde una pianta quanto mai complessa e scenografica, ispirata più al modello romano che al modello veneziano. Al centro, si apre un cortile colonnato, simile a quello di Palazzo Corner, che divide la struttura in due blocchi: quello anteriore ospita quattro sale laterali e un salone centrale, mentre quello posteriore locali di minori dimensioni e un fastoso scalone decorato da Michelangelo Morlaiter e da Fabio Canal, simile per forma a quello di Palazzo Pisani Moretta.
Tornando al fronte principale, esso è rivestito interamente in pietra d'Istria e rispetta la tradizionale disposizione tripartita: le finestre, dall'aspetto lineare e di ispirazione classica, sono concentrate in una polifora in ciascuno dei piani nobili. I fori differiscono per decorazione: quelli del primo piano sono a tutto sesto, mentre quelli del secondo presentano dei timpani talora curvilinei, talora triangolari. Le finestre sono separate da lesene lisce culminanti in capitelli ionici o corinzi. Presenta un portale ad acqua diviso in tre fori, simile a un arco di trionfo. Il prospetto è chiuso da una fascia con cornicione a mensola, che nasconde il sottotetto.
La facciata laterale, altrettanto imponente, imita nello stile la principale, proponendo un portale a terra di ispirazione romana e una serliana. Numerose sono le monofore con o senza balcone, disposte ordinatamente a coppie.

## La collezione di François Pinault
La Collezione François Pinault è una delle cinque collezioni d'arte moderna e contemporanea più grandi del mondo.
La collezione è essenzialmente costituita da pitture, sculture, fotografie e video appartenenti ai movimenti artistici dell'arte povera, del minimalismo, del postminimalismo e della pop art.
Questa si compone da opere di artisti fra i più importanti a livello internazionale. Tra di essi: 
- Mark Rothko
- Piero Manzoni
- Donald Judd
- Pierre Huyghe
- Damien Hirst
- Maurizio Cattelan
- Bernard Frize
- Urs Fischer
- Rudolf Stingel
- Andy Warhol
- Carl Andre
- Jeff Koons
- Piotr Uklański
- Lucio Fontana
- Mario Merz
- Bertrand Lavier
- Dan Flavin
- Cy Twombly
- Charles Ray
- Takashi Murakami

L'esposizione delle opere della collezione è concepita tramite esposizioni temporanee, cui si alternano anche mostre concepite assieme ad altri istituti museali:
- Where Are We Going? Opere scelte dalla collezione François Pinault, 2006, a cura di Alison M. Gingeras
- Picasso, la joie de vivre. 1945-1948, 2006-07, a cura di Jean-Louis Andral
- La collezione François Pinault, una selezione post-pop, 2006-07, a cura di Alison M. Gingeras
- Sequence 1 - Pittura e scultura nella collezione François Pinault, 2007, a cura di Alison M. Gingeras
- Roma e i Barbari, la nascita di un nuovo mondo, 2008, a cura di Jean-Jacques Aillagon
- Italics. Arte italiana fra tradizione e rivoluzione, 1968-2008, 2008-09, a cura di Francesco Bonami
- Mapping the Studio, 2009-11, a cura di Alison M. Gingeras e Francesco Bonami
- Il mondo vi appartiene, 2011-12, a cura di Caroline Bourgeois
- Madame Fisscher, 2012, a cura di Caroline Bourgeois
- La voce delle immagini, 2012-13, a cura di Caroline Bourgeois
- Rudolf Stingel, 2013-14, a cura di Elena Geuna
- L'illusione della luce, 2014-15, a cura di Caroline Bourgeois
- Irving Penn, Resonance, 2014-15, a cura di Pierre Apraxine e Matthieu Humery
- Martial Raysse, 2015, a cura di Caroline Bourgeois
- Sigmar Polke, 2016, a cura di Elena Geuna e Guy Tosatto
- Treasures from the Wreck of the Unbelieveable, Damien Hirst, 2017, a cura di Elena Geuna
- Cows by the Water - Albert Oehlen, 2018-19, a cura di Caroline Bourgeois
- La pelle. Luc Tuymans, 2019-20, a cura di Luc Tuymans e Caroline Bourgeois